# Carl Thiessen
Carl Thiessen, també Karl, (Kiel, 5 de maig de 1867 - 12 d'octubre de 1945) fou un pianista i compositor alemany.
Cursà estudis musicals en les escoles de Weimar i Würzburg. En el professorat, en la crítica musical i com a compositor gaudí un bon assentat renom.
Enter les seves obres destaquen:
- una Suite per a instruments d'arc:
- König Fyalar, poema simfònic;
- un Quartet per a trompes;
- una Suite en l'estil antic per a violí i piano.

També va compondre, peces per a piano, lieder, i cors, tot això de factura molt moderna i estil molt personal.